# 언더그라운드 (1995년 영화)
《언더그라운드》(Underground)는 헝가리에서 제작된 에미르 쿠스투리차 감독의 1995년 드라마, 코미디 영화이다. 미키 마뇰로비치 등이 주연으로 출연하였고 칼 바움가트너 등이 제작에 참여하였다.

## 줄거리
1941년 4월 6일 유고슬라비아 왕국의 수도 베오그라드의 아침, 두 호인인 페타르 포파라(별명 츠르니, 즉 블랙키)와 마르코 드렌은 집으로 향한다. 그들은 칼레메그단을 지나 마르코의 형제이자 베오그라드 동물원의 동물 사육사인 이반에게 인사를 외친다. 마르코는 임신한 블랙키의 아내 베라에게 블랙키를 공산당(KPJ)에 가입시켰다고 알린다.

### 1부: 전쟁
숙취에 시달리는 블랙키는 아침 식사를 하고 베라는 그가 극장 여배우와 바람을 피운다고 불평한다. 비행기 소리가 들린 후, 독일 폭탄이 베오그라드에 떨어지기 시작한다. 공습이 끝난 후, 블랙키는 베라의 만류에도 불구하고 밖으로 나가 황폐해진 도시를 살핀다. 폐허와 동물원에서 탈출한 동물들을 마주친 그는 새끼 침팬지 소니를 안고 있는 낙심한 이반과도 마주친다. 유고슬라비아 왕국군의 저항은 무너지고, 독일군은 왕국을 점령하고 해체한다. 블랙키는 마르코와 다른 사람들과 함께 공산주의 활동가로서 비밀리에 활동을 시작한다. 블랙키는 가끔 독일 점령 하에 도시 재건 노력을 돕는 특별 배우 노동 여단에 배정된 그의 정부 나탈리야 조프코바를 방문한다. 베오그라드 국립극장의 유명한 여배우인 나탈리야는 고위 독일 장교 프란츠의 눈에 띄게 된다.
마르코는 할아버지 집 지하실에 무기고를 설치했다. 무기가 실린 열차를 가로챈 후, 마르코와 블랙키는 독일 라디오 방송에서 위험한 강도로 지목된다. 독일군이 가가호호 수색을 강화하자 블랙키는 숲에 숨고, 마르코는 베라, 이반 등을 지하실로 데리고 숨는다. 베라는 출산 예정이었고 남자아이를 낳고, 그에게 요반이라는 이름을 붙인 뒤 사망한다.
1944년, 블랙키는 요반의 생일을 공산주의자 아지트에서 축하하기 위해 마을에 있다. 두 절친한 친구는 극장으로 향하고 프란츠와 다른 독일 장교들 앞에서 나탈리야가 무대에서 공연하는 것을 본다. 블랙키는 프란츠의 가슴을 쏜 후(프란츠는 살아남는다), 나탈리야, 마르코와 함께 베오그라드 외곽에 정박된 강배에 도착한다. 그곳에서 나탈리야의 반대에도 불구하고 모두 강제 결혼식을 준비한다.
파티는 배를 포위한 독일군에 의해 중단된다. 프란츠는 나탈리야를 풀어주라고 블랙키와 마르코에게 소리치고, 나탈리야는 그에게 달려간다. 블랙키는 독일군에게 잡혀 병원에서 전기 충격으로 고문을 당하고, 프란츠와 나탈리야는 그곳에 있는 그녀의 오빠 바타를 방문한다. 한편, 마르코는 지하 하수구 통로를 통해 건물에 들어가는 방법을 찾는다. 프란츠에게 몰래 다가가, 마르코는 다시 편을 바꾼 나탈리야 앞에서 끈으로 그를 목 졸라 죽인다. 마르코는 이어서 블랙키를 풀어준다. 그들은 피로에 지친 블랙키를 여행 가방에 숨긴 채 떠나지만, 그는 수류탄에 부상을 입는다.
며칠 후 1944년 부활절, 이제 연인이 된 마르코와 나탈리야는 혼수 상태의 블랙키를 지켜본다. 10월 말, 유고슬라비아 파르티잔이 동반한 붉은 군대는 베오그라드에 진입한다. 마르코는 트리에스테 위기 동안 국립극장 발코니에서 연설을 하고, 요시프 브로즈 티토, 알렉산다르 란코비치, 에드바르트 카르델과 교류하며, 베오그라드 시내를 가로지르는 군사 퍼레이드 동안 티토 옆에 선다.

### 2부: 냉전
1961년, 마르코는 티토의 가장 가까운 동료이자 조언자 중 한 명이다. 신체적으로 회복된 블랙키 일행은 전쟁이 아직 위에서 진행 중이라는 착각 속에 여전히 지하실에 있다. 마르코와 나탈리야는 문화 센터 개관식에 참석하고, 모두가 죽었다고 생각하는 국민 영웅이 된 페타르 포파라 블랙키의 동상을 공개한다. 공범인 할아버지의 도움으로 마르코는 무기 제조를 감독하고, 심지어 시간을 조작하여 하루에서 시간을 제거함으로써 지하실 사람들이 제2차 세계 대전이 시작된 지 20년이 아닌 15년만 지났다고 생각하게 만든다.
마르코의 회고록을 바탕으로 한 국가 지원 영화 "하얀 말 타고 오는 봄"(Proleće stiže na belom konju)의 촬영이 지상에서 시작된다. 곧 블랙키의 아들 요반은 지하실에서 함께 자란 소녀 옐레나와 결혼할 예정이다. 소니는 탱크 안으로 들어가 발사하여 벽에 구멍을 낸다. 소니는 떠돌고, 이반이 뒤를 따른다.
블랙키는 아들 요반과 함께 수십 년 만에 처음으로 지하에서 나온다. 그들은 영화 촬영장을 만나고, 전쟁이 아직 진행 중이라고 믿으며, 두 명의 엑스트라와 프란츠 역을 맡은 배우를 죽인다. 수색 작전에서 요반은 익사하지만 블랙키는 탈출한다.

### 3부: 전쟁
1992년, 유고슬라비아 전쟁이 한창일 때, 이반은 최근에 재회한 소니와 함께 다시 나타난다. 그는 분쟁 지역 한가운데서 무기 거래를 중개하려는 마르코를 우연히 만난다. 거래가 실패하고 이반은 마르코를 따라잡아 그를 때려 의식을 잃게 한 다음 자살한다. 나탈리야가 도착하여 마르코 옆으로 달려간다. 그들은 무장 단체에 붙잡히고, 무장 단체 사령관인 블랙키에 의해 무기 거래상으로 처형 명령을 받는다.
블랙키는 몇 년 전 자신이 살았던 지하실로 사람들을 옮기고 소니를 데려간다. 그는 우물에서 요반의 이미지를 보고, 그에게 손을 뻗다가 우물에 빠져 생을 마감한 것으로 추정된다.
꿈과 같은 장면에서 블랙키, 마르코, 베라 등은 물속에서 다시 나타나 작은 풀밭 반도에서 야외 저녁 식사 파티에 재회하여 요반의 결혼식을 축하한다. 이반은 "옛날 옛적에 한 나라가 있었다"로 시작하는 동화를 아이들에게 들려줄 것이라고 작별 인사를 남긴다. 일행이 노래하고 춤추는 동안, 땅은 반도에서 분리되어 섬을 형성하고, 그들이 탄 채로 멀리 떠내려가는 것처럼 보인다.

## 출연

### 주연
- 미키 마뇰로비치
- 라자르 리스토브스키
- 미란다 조코빅
- 슬라브코 슈티마츠

### 조연
- 스디안 토도로빅
- 미르야나 카라노비치
- 보라 토도로비치
- 브라니슬라브 레치치

## 기타
- 미술: 밀리언 크레카 클라조빅
- 의상: 네보사 리파노빅